# Caroline Cadinot
Caroline Cadinot, née le 18 janvier 1964 à Fécamp, est une sauteuse en longueur française. 

## Biographie
Elle est sacrée championne de France en 1990.